# Franz Ludwig Pfyffer von Altishofen

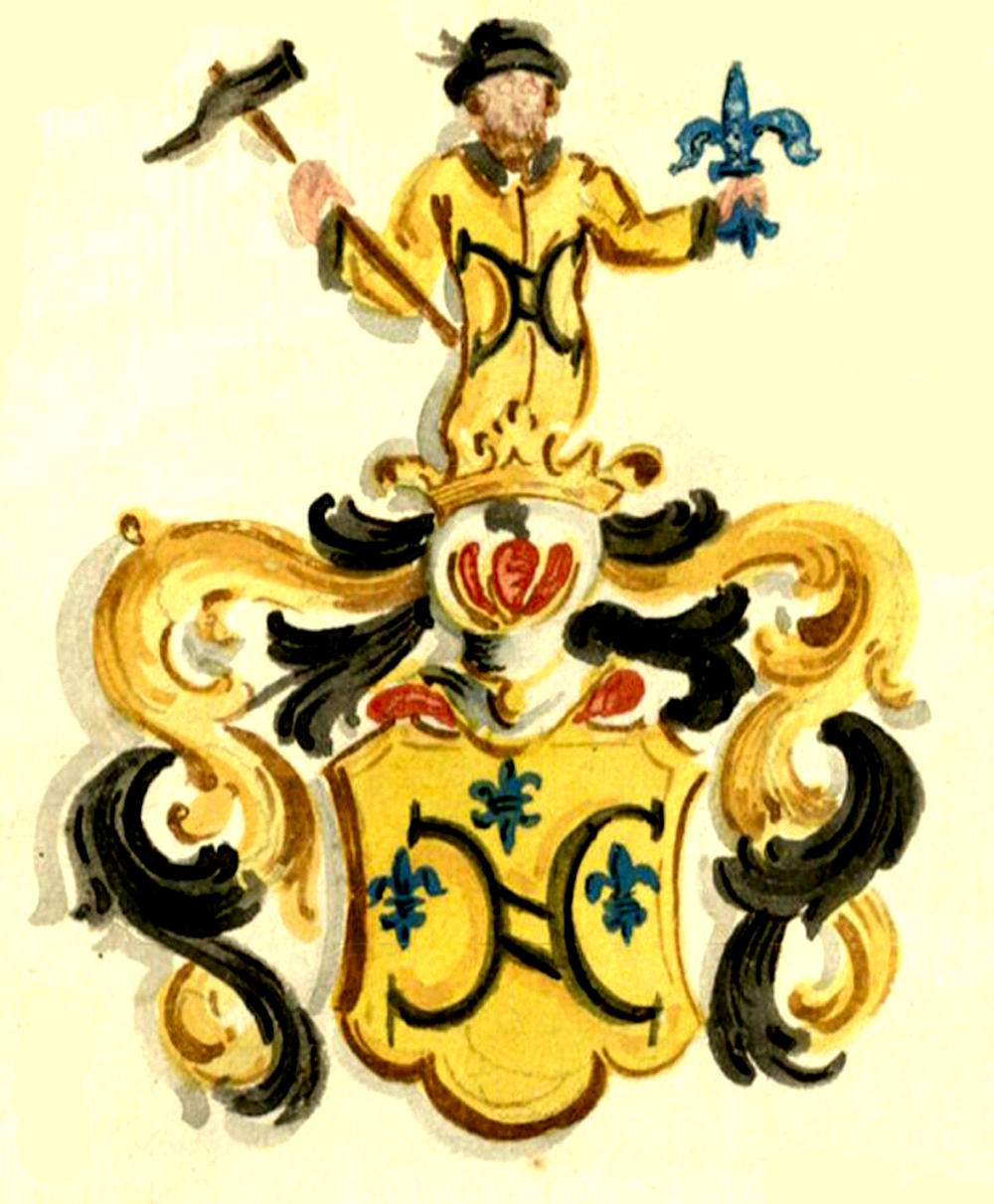
Stemma Pfyffer-Altishofen

Franz Ludwig Pfyffer von Altishofen (Lucerna, 1699 – Lucerna, 1772) è stato un ufficiale svizzero, comandante della Guardia Svizzera.

## Biografia
Membro della dinastia capitanea dei Pfyffer von Altishofen di Lucerna, Franz Ludwig entrò in servizio nella compagnia delle guerdie svizzere pontificie sotto il comando del parente Johann Konrad Pfyffer von Altishofen al quale poi succedette.
Già cavaliere di gran croce del Sovrano Militare Ordine di Malta, Franz Ludwig Pfyffer von Altishofen era un personaggio di spicco nell'ambiente militare dell'epoca, non solo per la sua parentela con la potente famiglia di guardie svizzere, ma anche per il prestigio personale acquisito in servizio che fu da modello per il suo indirizzo di riforma del corpo di guardia quando dal 1727 divenne capitano generale col grado di Colonnello.
Egli si occupò in particolar modo di questioni di ordine pubblico e legislazione, impedendo ad esempio con un'ordinanza del 1732 ai parenti delle guardie svizzere defunte di rimanere nel quartiere destinato alla milizia stessa per non creare sovraffollamento di quelle case. Venne richiesto tra le altre cose lo status di celibe per ogni nuova recluta, con la possibilità di sposarsi solo dopo un certo periodo di servizio nella guardia.
Franz Ludwig Pfyffer von Altishofen si dimise dal proprio incarico di comandante nel 1754 e venne succeduto dal parente Jost Ignaz Pfyffer von Altishofen, morendo nel 1772 nella città natale di Lucerna ove si era ritirato a vita privata.